# 1879年のメジャーリーグベースボール
以下は、メジャーリーグベースボール（MLB）における1879年のできごとを記す。
ナショナルリーグではインディアナポリス・ブルースとミルウォーキー・グレイズの2球団が消滅して、新たにクリーブランド・ブルース、シラキュース・スターズ、トロイ・トロージャンズ、バッファロー・バイソンズが加わり、再び8球団に戻った。そして前年加盟したばかりのプロビデンス・グレイズが初優勝した。
1878年のメジャーリーグベースボール - 1879年のメジャーリーグベースボール - 1880年のメジャーリーグベースボール

## できごと
- 当時のナショナルリーグはこの1879年の首位打者をシカゴ・ホワイトストッキングスのキャップ・アンソンであると発表したが、しかし今日ではこの年の打率トップはプロビデンス・グレイズのポール・ハインズであるとして打率.357となっている。理由は前年の場合と同じでいわゆる引き分け試合の個人成績は成績に加算されないとする当時のルールから生まれたもので、後年の記録の見直しで引き分け試合の成績が加算された結果、ポール・ハインズの打率がキャップ・アンソンの打率を上回ったものである。このような「首位打者」と「打率トップ」とが違う例は記録の見直しと首位打者の規定打席などの有資格の問題も絡んで20世紀半ばまでたびたび起こっている。
- この年から球団の選手の保留規制が採用されて、各球団とも選手5名の翌年まで拘束する権利を獲得した。
- リーグ専属の審判として20名が正規に雇用された。
- 入場料金が50セントと定められた。

### 規則の改訂
- 「打者は«ボール»を9つ見逃せれば1つの塁を与えられる」との規定が加わった。「九球」の始まりで、その後順次に減らされて1880年に「八球」、1882年に「七球」、1884年に「六球」、1887年に「五球」、そして1889年に現行の「四球」となり今日に至っている。

## 最終成績

### ナショナルリーグ
| 1 | プロビデンス・グレイズ         | 59 | 25 | .702 | -    |
| 2 | ボストン・レッドストッキングス | 54 | 30 | .643 | 5.0  |
| 3 | バッファロー・バイソンズ       | 46 | 32 | .590 | 10.0 |
| 4 | シカゴ・ホワイトストッキングス | 46 | 33 | .582 | 10.5 |
| 5 | シンシナティ・レッズ           | 43 | 37 | .538 | 14.0 |
| 6 | クリーブランド・ブルース       | 27 | 55 | .329 | 31.0 |
| 7 | シラキュース・スターズ         | 22 | 48 | .314 | 30.0 |
| 8 | トロイ・トロージャンズ         | 19 | 56 | .253 | 35.5 |

## 個人タイトル

### ナショナルリーグ
| 項目   | 選手                         | 記録 |
| ------ | ---------------------------- | ---- |
| 打率   | ポール・ハインズ (PRO)       | .357 |
| 本塁打 | チャーレイ・ジョーンズ (BSN) | 9    |
| 打点   | ジム・オルーク (BSN)         | 62   |
| 打点   | チャーレイ・ジョーンズ (BSN) | 62   |
| 得点   | チャーレイ・ジョーンズ (BSN) | 85   |
| 安打   | ポール・ハインズ (PRO)       | 146  |

| 項目   | 選手                     | 記録  |
| ------ | ------------------------ | ----- |
| 勝利   | モンテ・ウォード (PRO)   | 47    |
| 防御率 | トミー・ボンド (BSN)     | 1.96  |
| 奪三振 | モンテ・ウォード (PRO)   | 239   |
| 投球回 | ウィル・ホワイト (CIN)   | 680.0 |
| セーブ | モンテ・ウォード (PRO)   | 3     |
| セーブ | ボビー・マシューズ (PRO) | 3     |

## 参考
- ナショナルリーグ順位表